# Cò nhạn châu Phi
Cò nhạn châu Phi (danh pháp hai phần: Anastomus lamelligerus) là một loài cò nhạn trong Họ Hạc. Loài cò này ăn các loài không xương sống (ốc, động vật hai mảnh vỏ) thủy sinh và ếch nhái.

## Phân bố
Loài cò này được tìm thấy xuyên suốt từ vùng châu Phi hạ Sahara từ đông Senegal cho tới Ethiopia và rồi xuống phía nam tới tận KwaZulu-Natal ở phía đông Nam Phi. Chúng chủ yếu sống tại các vùng gần nguồn nước.

## Thư viện ảnh

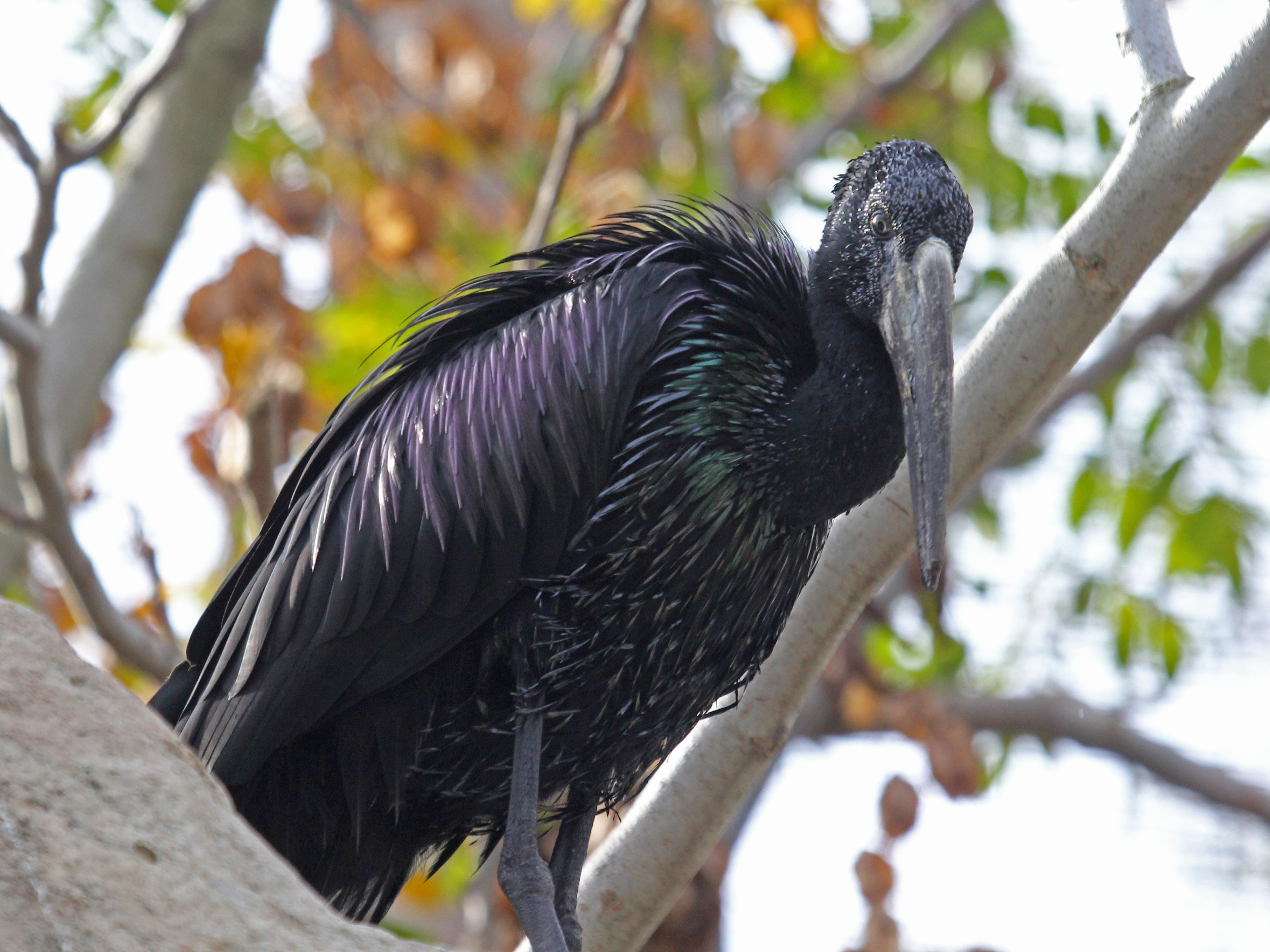
Tại Sở thú San Diego
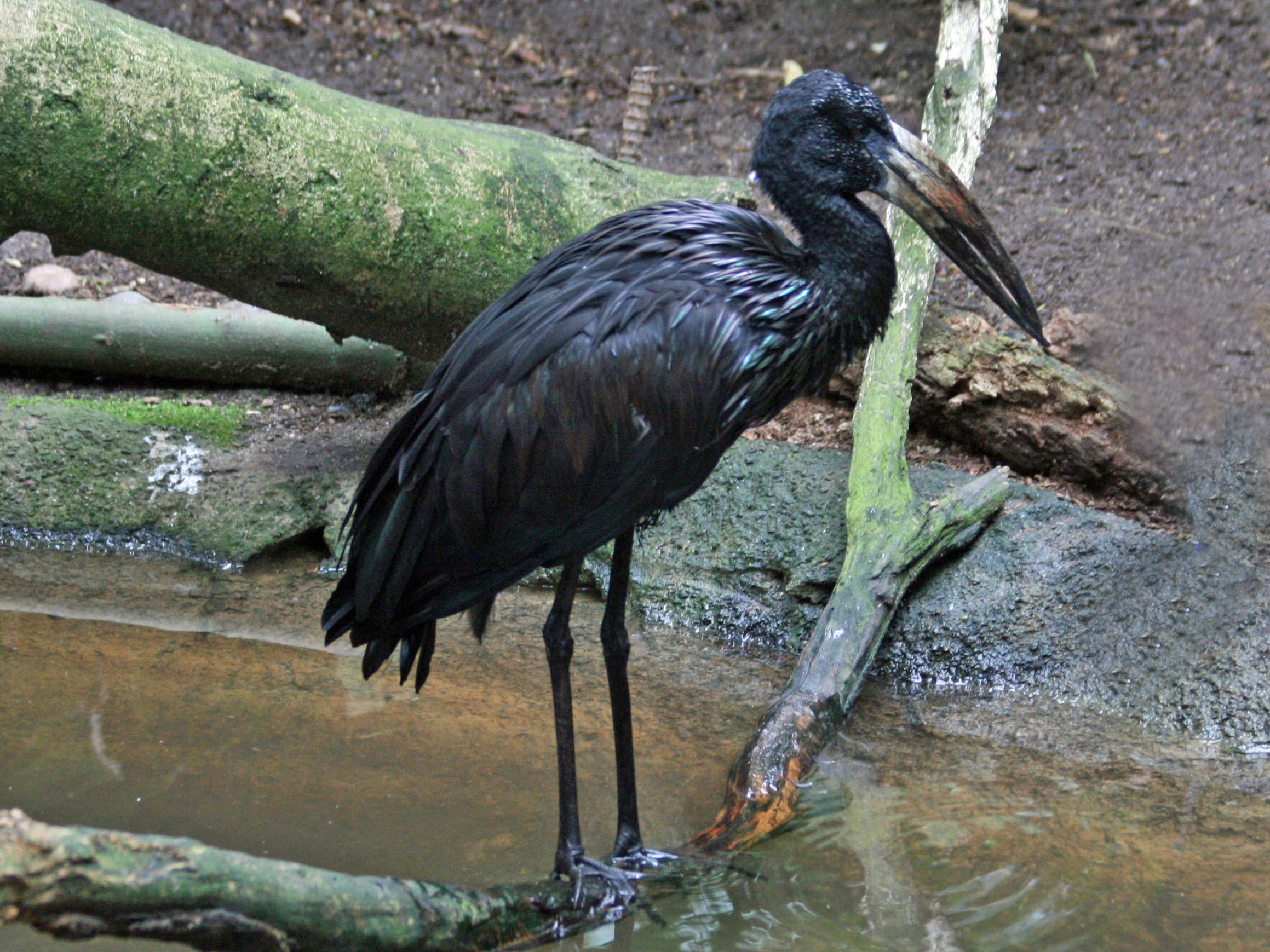
Tại Sở thú San Diego
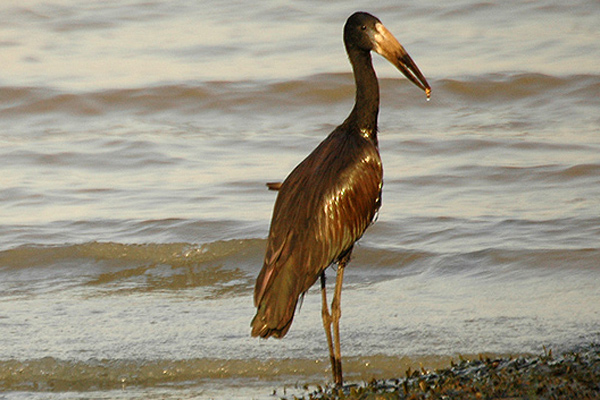
Hình chụp ở Entebbe, Uganda